# Tacumi Josihiro
Tacumi Joshihiro (辰巳 ヨシヒロ; Hepburn: Tatsumi Yoshihiro; Oszaka, 1935. június 10. – 2015. március 7.) japán képregénykészítő, az elsősorban felnőtt olvasóknak szóló gekiga stílus létrehozója.

## Pályafutása
Tacumi Joshihiro 15 évesen kezdett mangát rajzolni. Gimnazista korában bemutatták Tezuka Oszamunak, akit addigra már a „manga isteneként” tiszteltek. Kiderült, hogy alig negyedórára laknak egymástól, és onnantól Tacumi gyakran ugrott fel példaképéhez, akinek megmutatta legújabb munkáit. Az ő tanácsára kezdett el hosszabb képregényeket is készíteni, ellentétben az akkoriban szokásos, maximum nyolc oldalas történetekkel.
Ebben az időben a háború után elszegényedett Japánban papírhiány volt, a képregényeket kölcsönzőboltok számára készítettek, ahol a gyerekek óradíj fejében olvashatták a lapokat és köteteket. A mangák növekvő népszerűsége miatt a rajzolóknak egyre több munkát kellett vállalniuk, volt, hogy Tacumi egyetlen éjjel 50 oldalt rajzolt.
Tacumi azonban szeretett volna nem csak általános iskolásoknak szóló képregényeket készíteni, és ő volt az első, aki gyilkosságot ábrázolt japán képregényben. Amikor egyes szervezetek felemelték a szavukat, és cenzúráztatták a kölcsönzőkkel, Tacumi kitalálta a gekiga, azaz „drámai képek” kifejezést, annak a jelzésére, hogy az ő és barátai által készített képregényeket más kategóriába kéne sorolni a boltokban. Mire Tacumiék Tokióba költöztek, már teljes mozgalmat tudhattak maguk mögött, amelynek idővel saját magazinja is lett Garo címen.
Franciaországban az első japán szerzők között fedezték fel Tacumit, és ott a munkái folyamatosan jelentek meg az 1970-es évektől. Ugyancsak hosszabb ideje népszerű Spanyolországban is. Amerikába kicsit lassabban jutott el a híre, bár 1988-ban már megjelent ott is a Good-Bye című kötet. 2005-ben indult meg a kanadai Drawn & Quarterly gondozásában egy életműsorozata: minden kötet egy teljes év termését mutatja be, 1969-től kezdve.
A szakma elismerését jelzi, hogy 2005-ben az Angoulême-i nemzetközi képregényfesztivál, 2006-ban a San Diegó-i Comic-Con International díszvendége volt.
Tacumi műveinek a központjában a japán kulturális identitás áll. Kiemelten foglalkozik a második világháború utáni helyzettel, amikor a japánok – különösen a japán férfiak – a birodalom bukásával elvesztették életük addig értelmét, és új kiutat kezdtek keresni egy gyorsan modernizálódó országban. Hősei gyakran impotensek, nem lelik örömüket sem otthon, sem munkájukban, s a növekvő stressz hatására kitörésük gyakran vezet tragikus következményekhez.

## Válogatott munkái angol nyelven
- Good-Bye and other stories (Catalan Communications, 1988)
- The Push Man and other stories (Drawn and Quarterly, 2005)
- Abandon the Old in Tokyo (Drawn and Quarterly, 2006)
- Good-Bye (Drawn and Quarterly, 2008)

## Munkái magyarul
- A távcső (in Papírmozi 1, 2007)
- Goodbye (in Papírmozi 2, 2007)
- Inferno (in Papírmozi 3, 2007)